# Бета Летучей Рыбы
Бета Летучей Рыбы (β Летучей Рыбы, лат. Beta Volantis) — самая яркая звезда в созвездии Летучая Рыба. Находится на расстоянии около 108 световых лет от Солнца.

## Характеристики
β Летучей Рыбы представляет собой оранжевый гигант 3,7 видимой звёздной величины; её можно наблюдать невооружённым глазом. Масса звезды составляет 1,62 массы Солнца. Эффективная температура поверхности приблизительно равна 4546 кельвинов. По светимости β Летучей Рыбы превосходит Солнце в 41 раз. Планет у звезды пока обнаружено не было.